# Sepiadariidae
Sepiadariidae es una familia de cefalópodos del orden Sepiida.

## Clasificación
- Género Sepiadarium
  - Sepiadarium auritum
  - Sepiadarium austrinum
  - Sepiadarium gracilis
  - Sepiadarium kochi
  - Sepiadarium nipponianum
- Género Sepioloidea
  - Sepioloidea lineolata
  - Sepioloidea magna[1]
  - Sepioloidea pacifica